# Лан (мера площади)
Лан — мера площади в средневековой Западной Европе и, в частности, польско-литовском государстве (XIV—XVIII ст.). Являлся основным мерилом феодальных повинностей .

## Этимология
Как в чешском, так и в польском языке понятие «лан» происходит от старонемецкого «Lehen» или «Lehn» первоначально означавшего «лен», то есть «Земельное владение, предоставленное феодалом-землевладельцем вассалу на условиях выполнения определенных обязанностей или условленное уплатой ежегодной повинности владельцу», а позднее просто «аренду земли».

## Метрика
Размер 1 лана соответствовал площади среднего сельскохозяйственного феодального надела. Обычно, один лан давался патриархальной семье из 10-12 человек.
Лан делился на загоны , а те — на скибы.
Было 2 вида лана: малый (фламандский, хелмский), который равнялся 30 моргам и соответствовал литовской волоке (отсюда второе его название — влука), и большой франконский (королевский, старопольский) равнявшийся 43,5 — 48 морга.
На Украине с 1557 г. назывался старопольский лан или волокой и был равен 1 лан = 30 моргов ≈ 17,955 гектарa.
Размеры ланов : франконский : 1 лан = 43,5 — 48 моргам ≈ 22,6 до 25,8 га гектара, лан фламандский ≈ 16,7 до 17,5 га .
От слова лан — возникло название земельного налога — лановое .